# Ricardo Severo
Ricardo Severo da Fonseca e Costa (Lisboa, 6 de novembro de 1869 — São Paulo, 3 de abril de 1940) foi um engenheiro, arquiteto, arqueólogo e escritor que, por ter se envolvido num movimento revolucionário contra a monarquia portuguesa, foi obrigado a exilar-se no Brasil.
Exerceu no Brasil as profissões para as quais se habilitou. Foi sócio de Ramos de Azevedo e com este construtor brasileiro foi responsável por grandes obras de engenharia realizadas em São Paulo na primeira metade do século XX.

## Cronologia
- 1869 - Nasce em Lisboa (Portugal) - 6 de novembro
- 1880 - Participa do 9º Congresso de Antropologia e Arqueologia Pré-histórica, em Lisboa
- 1880/1883 - Edita, em parceria com Alberto Ortigão Miranda, o jornal semanal O Instrutivo
- 1884/1891 - Forma-se em engenharia civil de obras públicas e em engenharia civil de minas, pela Academia Politécnica do Porto, Portugal
- 1886 - Publica o artigo Notícia arqueológica sobre o Monte da Cividade, em parceria com Fonseca Cardoso, na Revista Guimarães, editada pela Sociedade Martins Sarmento
- 1887/1898 - Participa da criação da Sociedade Carlos Ribeiro
- 1890/1898 - Participa da criação da Revista de Ciências Naturais e Sociais, da Sociedade Carlos Ribeiro
- 1890 - Publica o artigo Primeiros vestígios do período neolítico na província de Angola, na Revista de Ciências Naturais e Sociais
- 1892 - Vive na cidade de São Paulo
- 1892 - Publica o artigo Museu Sertório, no jornal Correio Paulistano
- 1892 - É auxiliar no escritório do arquiteto Ramos de Azevedo
- 1892 - É chefe da seção construtora do Banco União de São Paulo
- 1895/1897 - Volta a viver na cidade do Porto
- 1899 - É proprietário, diretor e redator da revista Portugália: materiais para o estudo do povo português
- 1900 - Realiza o projeto da residência da família Severo - Casa do Porto
- 1900 - Dedica-se a pesquisas arqueológicas
- 1908 - Instala-se definitivamente em São Paulo
- 1908 - É convidado por Ramos de Azevedo para associar-se ao Escritório Técnico F. P. Ramos de Azevedo
- 1908 - Participa da fundação do Centro Republicano Português
- 1908/1940 - Participa da fundação e é diretor da Companhia Iniciadora Predial, em sociedade com Ramos de Azevedo, Frederico Vergueiro Steidel e Arnaldo Vieira de Carvalho, uma empresa financiamento imobiliário que constrói residências de aluguel e financia a construção de residências particulares
- 1909/1928 - É secretário e inspetor escolar do Liceu de Artes e Ofícios
- 1910 - Participa da fundação da Companhia Cerâmica Vila Prudente, com Ramos de Azevedo, Emilio Falchi, Nicola Puglise Carboni, Menotti Falchi e Rodolpho Crespi
- 1911 - Participa da Sociedade dos Arquitetos e Engenheiros de São Paulo, com Ramos de Azevedo, Victor Dubugras, Antônio Francisco de Paula Souza (1843 - 1917), Adolfo Augusto Pinto (1856 - 1930), Alexandre Albuquerque, Victor da Silva Freire (1869 - 1951)
- 1911 - Associa-se ao Instituto Histórico e Geográfico de São Paulo - IHGSP
- 1911 - Realiza a conferência Culto à Tradição, no IHGSP
- 1911 - Realiza a conferência Origens da Nacionalidade Portuguesa, no IHGSP, em evento promovido pelo Centro Republicano Português
- 1912 - Participa da fundação da Câmara Portuguesa de Comércio e Indústria e Arte
- 1912 - Participa da fundação da Sociedade de Cultura Artística de São Paulo
- 1914 - Inicia a campanha de arte tradicional no Brasil
- 1914 - Realiza a conferência A Arte Tradicional no Brasil, na Sociedade de Cultura Artística
- 1916 - Projeta a residência de Júlio de Mesquita, em estilo tradicional
- 1916 - Realiza o projeto do Palacete Numa de Oliveira
- 1916 - Publica o artigo Arquitetura Velha, na revista A Cigarra
- 1916/1918 - É presidente da Revista do Brasil, idealizada por Júlio de Mesquita
- 1920 - Participa da fundação da Associação Portuguesa de Desportos
- 1920/1924 - Realiza o projeto da Casa Lusa
- 1921 - Realiza o projeto da Casa Praiana, no Guarujá, São Paulo
- 1922 - Publica o artigo Da Arquitetura Colonial no Brasil: arqueologia e arte, encomendado e publicado no jornal O Estado de S. Paulo
- 1922 - Participa do júri da 1ª Exposição Geral de Belas Artes, no Palácio das Indústrias
- 1922/1923 - Responsável pela construção, no Brasil, do Pavilhão das Indústrias Portuguesas para a Exposição Internacional das *Comemorações do Centenário da Independência, cujo projeto é dos irmãos Carlos e Guilherme Rebelo de Andrade, arquitetos portugueses [1]; utiliza estrutura metálica
- 1926 - Realiza o projeto da Beneficência Portuguesa de Campinas, São Paulo
- 1926 - Realiza o projeto do Banco Português
- 1926 - Realiza o projeto do edifício-sede da Sociedade de Cultura Artística de São Paulo, não construído
- 1926 - Realiza o projeto da Casa José Moreira, no Rio de Janeiro
- 1926 - Realiza o projeto da Beneficência Portuguesa de Santos, São Paulo

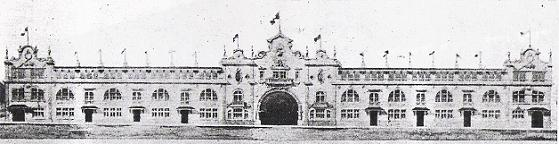
Fachada do Estádio de São Januário, 1927

- 1926 - Concede a entrevista Arte Colonial III, para o jornal O Estado de S. Paulo
- 1926 - Realiza o projeto da construção do Estádio de São Januário, no Rio de Janeiro[2]
- 1928 - Com a morte de Ramos de Azevedo assume a direção ao lado de Arnaldo Dumont Villares (1888 - 1965) do Escritório Técnico de F. P. Ramos de Azevedo - Severo & Villares e Cia Ltda.
- 1928/1940 - É diretor do Liceu de Artes e Ofícios
- 1929 - Participa do concurso para o projeto do Palácio do Congresso do Estado de São Paulo, obtém 2º lugar
- 1929 - Realiza o projeto de restauração da Igreja da Ordem Terceira do Carmo
- 1930/1937 - Participa da criação e é diretor presidente da Revista Portuguesa, do Clube Português e da Câmara Portuguesa de Comércio de São Paulo, que conta com J. P. da Silva Porto, Antonio Sampaio, Rodolfo Pinto Couto, Marques da Cruz, João Sarmento Pimentel, José Luis Archer, João Gil Junior, Manuel Vaz de Carvalho e António de Almeida de Eça na diretoria e na redação
- 1932 - No evento Conferências Vicentinas, em comemoração ao IV Centenário da Fundação de São Vicente, São Paulo, realiza a conferência Origens e fatos da expansão portuguesa no Brasil até 1530, como representante da Academia de Ciências de Lisboa
- 1932 - Realiza o projeto da Faculdade de Direito do Largo de São Francisco
- 1932 - Recebe homenagem da colônia portuguesa
- 1933 - Recebe o título de sócio-honorário do IHGSP
- 1938 - O escritório passa a se chamar Severo & Villares Cia Ltda.
- 1938 - Publica o artigo A Casa da Faculdade de Direito de São Paulo 1634-1937, na Revista da Faculdade de Direito de São Paulo
- 1939/1940 - Realiza o projeto da Casa Rui Nogueira
- 1940 - Falece em São Paulo SP - 3 de abril
- 1969 - Recebe homenagem na Academia Paulista de Letras, pelo centenário de seu nascimento.
- 1969 - São lançados os livros Homenagem a Ricardo Severo e Homenagem a Ricardo Severo: centenário do seu nascimento 1869-1969